# Cesáreo de Alejandría

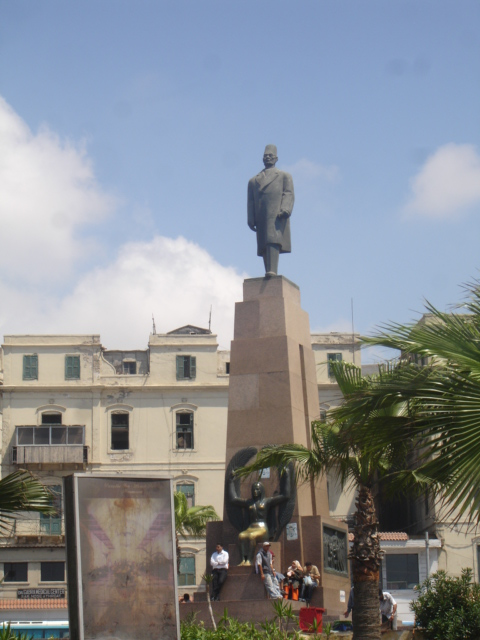
El antiguo emplazamiento del templo se encuentra hoy ocupado por una estatua de Saad Zagloul

El Cesáreo  (en griego antiguo: Καισαρεῖον, romanizado: Caesarium o en griego antiguo: Σεβαστεῖον, romanizado: Sebasteion en latín: Sebasteum) fue un antiguo templo dedicado al culto de los emperadores romanos en Alejandría, Egipto. 

## Historia
Fue el centro de culto imperial más importante del Egipto romano.o Caesareum de Alejandría fue un lujoso templo egipcio erigido por Cleopatra VII en el siglo I a. C. frente al puerto de la ciudad egipcia de Alejandría, no se sabe si para honrar a Marco Antonio o a Julio César,Historia de que había sido elevado a la divinidad, alrededor de 44-30 a. C. Más tarde, Cleopatra también lo utilizó para conmemorar a Marco Antonio. Octavio, más tarde Augusto, completó el edificio y se lo dedicó a sí mismo tras su conquista de Alejandría en el 30 a. C. y quiso destruir todo recuerdo de Antonio tras su suicidio. El complejo parece haber sido completado a más tardar en 13/12 a. C. El nombre «Caisareion» procede de la palabra latina «caesar», y el nombre «Sebasteion» de la traducción griega del nombre de Augusto «Sebastos».
Era el mayor templo dedicado a un culto imperial en todo el Egipto romano. Se utilizaba para realizar sacrificios tanto al emperador actual como a los anteriores. El templo fue construido por la administración romana, pero con el apoyo de «neócoros», o «guardias del templo», elegidos por los lugareños. Se conoce una descripción del templo por Filón de Alejandría.
A finales del siglo IV el templo fue reconvertido en iglesia cuando se convirtió en la iglesia catedral de Alejandría, sirviendo como sede del Patriarca de Alejandría Cirilo entre  412 y 444. Estaba dedicado al Arcángel Miguel.
El Cesáreo fue el lugar donde una turba de cristianos linchó y dio muerte a la famosa filósofa Hipatia en el 415; suceso en el que algunos historiadores implican al propio Cirilo.
El templo original fue completamente destruido en 912. En la actualidad se conserva poco del edificio. Sin embargo, en 1874 se descubrieron sus cimientos.
En su lugar se erige actualmente una estatua del líder egipcio Saad Zaghloul. 

## Descripción
Según fuentes antiguas, el templo estaba situado cerca del puerto de la ciudad. Según Filón, estaba construido a mayor altura que sus alrededores, por lo que era muy visible. En apariencia, el templo se asemejaba a los edificios públicos de Roma. Además del templo propiamente dicho, el complejo incluía un propileos, salas al aire libre, una biblioteca y un jardín, y estaba ricamente decorado con estatuas y pinturas de oro y plata. También incluía un gran espacio abierto, denominado en las fuentes antiguas Forum Julium, Forum Augusti y Sebaste Agora.
Delante del templo había tres grandes obeliscos, que habían sido traídos a Alejandría desde otros lugares de Egipto. Dos de ellos, conocidos como Agujas de Cleopatra, procedían del templo de Ra de Heliópolis, han sido nuevamente trasladados: la Agujas de Cleopatra se encuentra en el Central Park, y las Agujas de Cleopatra están en el Thames Embankment. Los obeliscos permanecieron en su lugar en Alejandría hasta el siglo XIX, aunque para entonces ya se había caído uno, que marcaba el emplazamiento del templo. Su ubicación es, por tanto, más conocida que la de la mayoría de los demás emplazamientos antiguos de la ciudad. El tercer obelisco del templo, el llamado Obelisco Vaticano, se encuentra en Roma, en la Plaza de San Pedro.